# Giovanni da Rivalta
Giovanni da Rivalta (Rivalta di Torino, ... – Torino, giugno 1411) è stato un vescovo cattolico italiano.

## Biografia
Giovanni da Rivalta era figlio di Guglielmo, signore di Rivalta, ma secondo altre fonti meno attendibili sarebbe stato un membro della famiglia degli Orsini. Dato certo è che ancora giovanissimo intraprese la carriera ecclesiastica, divenendo prevosto della cattedrale di Torino e abate commendatario di Rivalta.
In ricompensa della propria perizia di giureconsulto sapiente, dimostrata in diversi casi nella vita pastorale torinese, il 16 gennaio 1364 venne nominato da papa Urbano V vescovo di Torino. Durante il proprio episcopato fu particolarmente attivo nelle visite pastorali, compiendone una specifica e di periodo piuttosto lungo in Val di Susa. In quegli anni venne menzionato nel testamento di Guglielmo d'Acaia come suo esecutore testamentario.
Morì a Torino nel giugno 1411.
Secondo alcuni storici come l'Ughelli, sarebbe stato anche insignito della dignità cardinalizia dall'antipapa Clemente VII, ma non si è trovata testimonianza certa di questo fatto.